# La Rochelle Business School
La Rochelle Business School (École Supérieure de Commerce de La Rochelle) je europska poslovna škola s razvedenim kampusom smještenim u La Rochelleu. Osnovana 1988.
La Rochelle BS je Financial Times 2019. rangirao na 79. mjesto među europskim poslovnim školama.
Svi programi imaju trostruku akreditaciju međunarodnih udruga AMBA, EQUIS, i AACSB. Škola ima istaknute apsolvente u poslovnom svijetu i u politici.

## Vanjske poveznice
- Službena stranica